# Сингиль-ончхон
«Сингиль-ончхон» (кор. 신길온천역) — эстакадная станция Сеульского метро на ветке Ансан Четвёртой линии; это одна из восьми станций на территории Ансана (все на одной линии). Она представлена двумя островными платформами. Станция обслуживается корпорацией железных дорог Кореи (Korail). Расположена в районе Сингиль-дон муниципального округа Танвон-гу в городе Ансан (провинция Кёнгидо, Республика Корея). На станции установлены платформенные раздвижные двери.
Пассажиропоток — 1 733 чел/день (на 2013 год).
Введена в эксплуатацию в составе участка Сингиль-ончхон — Оидо, как часть ветки Ансан 4 линии, 28 июля 2000 года.
Это одна из 14 станций ветки Ансан (Ansan Line) Четвёртой линии, которая включает такие станцииː Кымджон (443), Санбон, Сурисан, Тэями, Панволь, Санноксу, Университет Ханян в Ансане, Чунан, Коджан, Чходжи, Ансан, Сингиль-ончхон, Чонван, Оидо (456). Длина линии — 26 км.